# 長江晃生
長江 晃生（ながえ あきお、1983年1月25日 - ）は、日本の元男子バレーボール選手、指導者。大阪体育大学体育学部准教授。

## 来歴
徳島県徳島市出身。城東高校を卒業後、大阪体育大学へ進学。大学卒業後の2005年に堺ブレイザーズへ入団。大阪体育大学大学院に通いながらプレーしていた。
2007年に大分三好ヴァイセアドラーへ移籍。2009年には大分三好のコーチも兼任し、2009-2010年Vプレミアリーグで主力選手として活躍した。
2010年の全日本代表登録メンバーに選出され、アジア競技大会で金メダル獲得。2012年5月の黒鷲旗大会をもって勇退。
2014年から大阪体育大学の教員として、女子バレーボール部の監督に就任している。

## 所属チーム
- 徳島市南部中学校
- 徳島県立城東高等学校
- 大阪体育大学
- 堺ブレイザーズ（2005-2007年）
- 大分三好ヴァイセアドラー（2007-2012年）